# Panaspis
Panaspis is een geslacht van hagedissen uit de familie skinken (Scincidae).

## Naam en indeling
De wetenschappelijke naam van de groep werd voor het eerst voorgesteld door Edward Drinker Cope in 1868. Er zijn zestien soorten, inclusief de pas in 2018 beschreven soort Panaspis thomensis. Lange tijd was het soortenaantal lager, tot in 2016 de soorten uit het geslacht Afroablepharus werden toegevoegd aan het geslacht.

## Uiterlijke kenmerken
De soorten bereiken een lichaamslengte van ongeveer 5 centimeter, de staart is langer dan het lichaam.
De oogleden zijn vergroeid en zijn onbeweeglijk. Het onderste ooglid is doorzichtig en dient als een soort permanente bril om het oog te beschermen. Ze worden hierdoor in andere talen wel 'slangenoogskinken' genoemd (Engels: snake-eyed skinks).

## Verspreiding en habitat
Alle soorten komen voor in delen van Afrika, ten zuiden van de Sahara, en leven in de landen Angola, Benin, Botswana, Burkina Faso, Centraal-Afrikaanse Republiek, Congo-Kinshasa, Equatoriaal-Guinea, Ethiopië, Gabon, Gambia, Ghana, Guinea, Kameroen, Ivoorkust, Mozambique, Namibië, Niger, Nigeria, Sao Tomé en Principe, Soedan, Somalië, Tanzania, Zambia, Zimbabwe en Zuid-Afrika.
De habitat bestaat vaak uit drogere gebieden zoals zandgronden met begroeiing en graslanden. De skinken leven in de strooisellaag en jagen op kleine ongewervelden zoals mieren, termieten en krekels. De vrouwtjes zetten eieren af op de bodem.
Door de internationale natuurbeschermingsorganisatie IUCN is aan acht soorten een beschermingsstatus toegewezen. Drie soorten worden beschouwd als 'veilig' (Least Concern of LC), drie soorten als 'onzeker' (Data Deficient of DD) en een soort wordt gezien als 'kwetsbaar' (Vulnerable of VU). De soort Panaspis annobonensis staat te boek als 'ernstig bedreigd' (Critically Endangered of CR).

## Soorten
Het geslacht omvat de volgende soorten, met de auteur en het verspreidingsgebied.
| Naam                  | Auteur | Verspreidingsgebied |
| --------------------- | --- | --- |
| Panaspis africanus    | Gray, 1845 | Sao Tomé en Principe |
| Panaspis annobonensis | Fuhn, 1972 | Equatoriaal-Guinea (Annobón)                                                                                             |
| Panaspis breviceps    | Peters, 1873 | Angola, Centraal-Afrikaanse Republiek, Congo-Kinshasa, Gabon, Kameroen                                                   |
| Panaspis burgeoni     | De Witte, 1933 | Congo-Kinshasa |
| Panaspis cabindae     | Bocage, 1866 | Angola, Congo-Kinshasa                                                                                                   |
| Panaspis duruarum     | Monard, 1949 | Kameroen |
| Panaspis helleri      | Loveridge, 1932 | Congo-Kinshasa |
| Panaspis maculicollis | Jacobsen & Broadley, 2000 | Angola, Namibië, Zambia, Zuid-Afrika                                                                                     |
| Panaspis megalurus    | Nieden, 1913 | Tanzania |
| Panaspis nimbaensis   | Angel, 1944 | Gambia, Guinea, Ivoorkust                                                                                                |
| Panaspis seydeli      | De Witte, 1933 | Congo-Kinshasa, Zambia                                                                                                   |
| Panaspis tancredi     | Boulenger, 1909 | Ethiopië |
| Panaspis thomensis    | Leonor B. Soares, Luis M. P. Ceríaco, Mariana P. Marques, Cristiane Bastos-Silveira, Lauren A. Scheinberg, D. James Harris, António Brehm & José Jesus, 2018 | Sao Tomé en Principe |
| Panaspis togoensis    | Werner, 1902 | Benin, Burkina Faso, Centraal-Afrikaanse Republiek, Ghana, Kameroen, Ivoorkust, Niger, Nigeria, mogelijk in Tsjaad       |
| Panaspis wahlbergi    | Smith, 1849 | Angola, Botswana, Congo-Kinshasa, Ethiopië, Kenia, Mozambique, Namibië, Somalië, Tanzania, Zambia, Zimbabwe, Zuid-Afrika |
| Panaspis wilsoni      | Werner, 1919 | Soedan |